# Марьяновка (Синельниковский район)
Марьяновка (укр. Мар'янівка, до 2025 года — Марьина Роща) — село, Петровский сельский совет, Петропавловский район, Днепропетровская область, Украина.
Код КОАТУУ — 1223883704. Население по переписи 2001 года составляло 511 человек.

## Географическое положение
Село Марьина Роща находится на правом берегу реки Самара, выше по течению на расстоянии в 1 км расположено село Катериновка, ниже по течению на расстоянии в 2,5 км расположено село Мерцаловка (Павлоградский район), на противоположном берегу — село Дмитровка.
К селу примыкает большой массив садовых участков.

## Экономика
- ФХ «Вольное».
- Шахта им. М. И. Сташкова ОАО «Павлоградвугилля».

## Объекты социальной сферы
- Клуб.